# Chris Hondros
Chris Hondros est un journaliste et photographe de guerre américain né le 14 mars 1970 à New York et mort le 20 avril 2011 à Misrata en Libye.   
Lauréat de deux World Press Photo, il a été finaliste à deux reprises du Prix Pulitzer de la photographie d'actualité et obtenu en 2006 la Robert Capa Gold Medal pour son travail en Irak.   

## Biographie
Chris Hondros est né à New York de parents immigrés grecs et allemands qui étaient des enfants réfugiés après la Seconde Guerre mondiale. Il a passé une grande partie de son enfance à Fayetteville, en Caroline du Nord. Il effectue ses études secondaires à la Terry Sanford High School (en), puis étudie la littérature anglaise à l’Université d'Etat de la Caroline du Nord.
Il commence sa carrière au Troy Daily News dans l’Ohio et après un passage Fayetteville Observer, il s’installe à New York en 1998.
Chris Hondros a couvert pour l’agence de presse Getty Images un grand nombre de conflits depuis la fin des années 1990 : en Angola, au Liberia où il a  photographié les enfants soldats, au Sierra Leone, en Afghanistan, au Liban, au Pakistan, en Irak et en Libye. Ses reportages en Irak où il s’est rendu douze fois, lui ont valu une reconnaissance internationale.
Chris Hondros meurt le 20 avril 2011 à 41 ans, après avoir été gravement touché à la tête par un tir de mortier lors du siège de Misrata pendant la guerre civile en Libye. Le photojournaliste Tim Hetherington meurt dans la même attaque.

## Publication
- Chris Hondros (préf. Jonathan Klein, postface Régis Le Sommier), Testament, New York, powerHouse Books, 2014, 160 p. (ISBN 978-1-57687-673-2)[1]

## Prix et distinctions
Liste non exhaustive
- 2003: World Press Photo, Amsterdam : mention honorable, Spot News[4]
- 2003: Overseas Press Club, New York : John Faber Award[5]
- 2004: Prix Pulitzer de la photographie d'actualité, finaliste pour son travail au Libéria[6]
- 2004: Pictures of the Year International Competition, Missouri School of Journalism: 3e Place and Honourable Mention, Conflict[7]
- 2005: World Press Photo, Amsterdam : Second Prize 2e prix, Spot News[8]
- 2006: Overseas Press Club, New York : Robert Capa Gold Medal pour son travail en Irak[9]
- 2007: American Photo magazine, nommé "Hero of Photography" pour son travail en Irak[10]
- 2007: Days Japan International Photojournalism Awards 1er prix
- 2008: National Magazine Awards pour son essai  A Window on Baghdad
- 2012: Prix Pulitzer de la photographie d'actualité, finaliste, pour sa couverture des révolutions du Printemps arabe

## Exposition
Liste non exhaustive
- 2014 : Testament, Visa pour l'image, Perpignan[11]

## Documentaire
- Hondros (en), film de Greg Campbell, 2018, 90 min. Prix du public du Festival du film de Tribeca, Hotdocs, Meilleur documentaire du Denver Film Festival, sélectionné pour le Globedocs Film festival et le Festival international du film de Stockholm[12].

## Chris Hondros Fund Grant
Le Chris Hondros Fund Grant est une organisation à but non lucratif créée en 2011 à la mémoire de Chris Hondros. Supportée par Getty Images, elle attribue des bourses pour soutenir les photojournalistes et les photographes émergent,.